# Laternenfest Bad Homburg

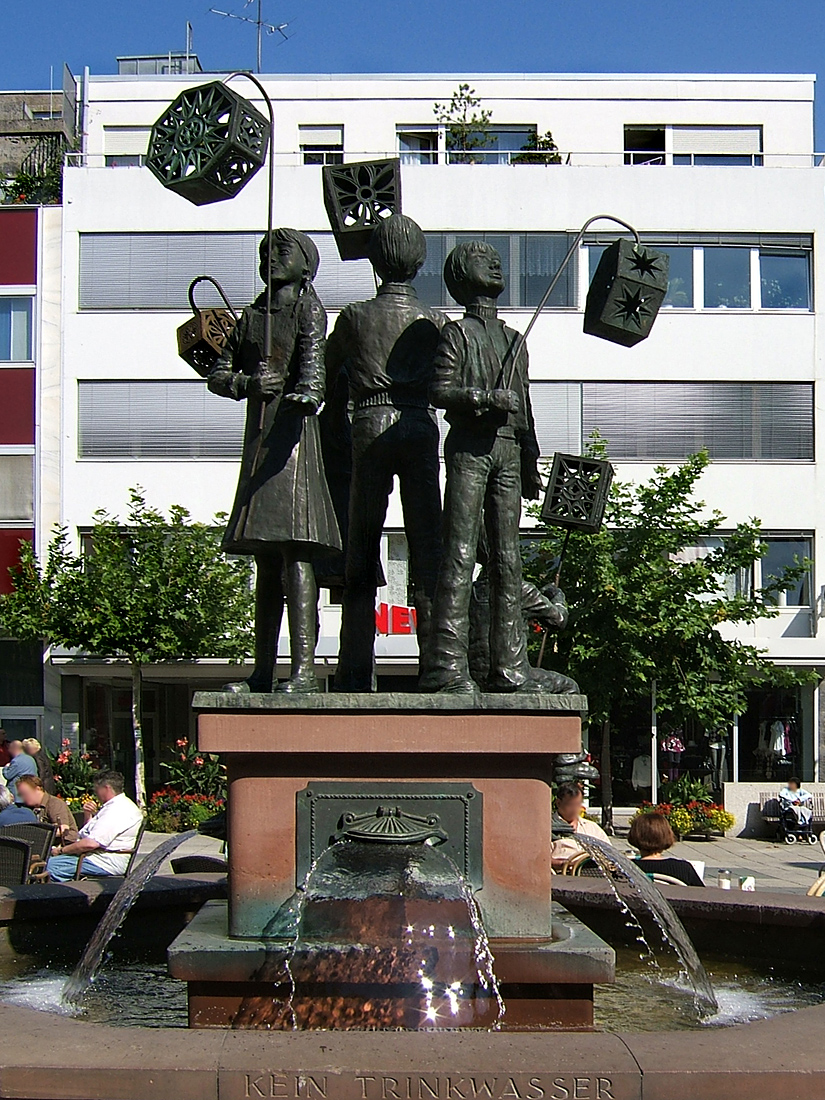
Laternenfestbrunnen

Das Laternenfest ist das größte und traditionsreichste Volksfest im Taunus und wird seit 1935 in Bad Homburg gefeiert.
Jährlich besuchen über 500.000 Gäste das Ende August/Anfang September stattfindende Fest. Die Louisenstraße bietet mit über 200 Ständen ein breites Angebot. Auf dem Festplatz steht ein Angebot von etwa 10 Fahrgeschäften bereit. Ein Höhepunkt ist der Umzug, der allein bis zu 150.000 Menschen anzieht. Eine Vielzahl von Musik- und Kulturveranstaltungen ist Teil des Festprogramms. Seit 1960 wird ein Windhundrennen durchgeführt.
Der besondere Charakter des Festes liegt in der namensgebenden Beleuchtung durch Laternen. In Privatinitiative erfolgt die Beleuchtung der Innenstadt und des Festzuges.

## Geschichte
Das Fest geht auf eine Initiative der Arbeitsgemeinschaft des Homburger Gaststätten- und Beherbergungsgewerbes zurück, die im Jahr 1934 eine Attraktion für den Fremdenverkehr Bad Homburgs schaffen wollten. 1935 wurde das erste Laternenfest gefeiert.
Das Fest wurde ein Erfolg und es wurde in den Folgejahren wiederholt. Ein eigenes Laternenfestlied wurde von Paul Grützner komponiert, und ab 1951 wurde eine Laternenkönigin gekürt. Kriegsbedingt fiel das Fest aber von 1939 bis 1948 aus.
Bis 1972 wurde das Fest vom Kur- und Verkehrsverein durchgeführt. Seit 1973 hat der Verein zur Förderung und Gestaltung des Bad Homburger Laternenfestes e. V. die Federführung.

## Laternenfestbrunnen
Seit 1979 erinnert der von Harry Freder gestaltete Laternenfestbrunnen auf dem Marktplatz in Bad Homburg an das Laternenfest.